# Connaux
Connaux település Franciaországban, Gard megyében. Lakosainak száma 1702 fő (2022. január 1.). Connaux Gaujac, Laudun-l’Ardoise, Pouzilhac, Tresques és Saint-Paul-les-Fonts községekkel határos.

## Népesség
A település népességének változása:
| Lakosok száma | 744  | 1212 | 1450 | 1611 | 1614 | 1668 | 1674 | 1692 | 1701 | 1702 |
|               | 1968 | 1982 | 1990 | 2006 | 2013 | 2015 | 2017 | 2019 | 2020 | 2022 |